# جوان (فیلم ۲۰۲۳)
جوان (به هندی: Jawan) یا سرباز (به انگلیسی: Soldier) فیلمی کمدی اکشن و درام هندی محصول سال ۲۰۲۳ و به کارگردانی اتلی کومار است. در این فیلم بازیگرانی همچون شاهرخ خان، نایانتارا، ویجی ستوپاتی، دیپیکا پادوکونه، پریامانی، سانیا مالهوترا، سونیل گروور، ریدهی دوگرا، اعجاز خان، اومکار داس مانیکپوری و سانجی دات ایفای نقش کرده‌اند.
تاریخ اکران جوان نخست برای ۲ ژوئن ۲۰۲۳ تعیین شده بود، اما به‌دلیل کارهای پساتولیدِ تمام‌ نشده، به تعویق افتاد. این فیلم در ۷ سپتامبر ۲۰۲۳ هم‌زمان با جشن جانماشتامی در قالب‌ های استاندارد، آی‌مکس، فوردی‌اکس و دیگر قالب‌ های ویژه منتشر شد. این فیلم مورد تحسین منتقدان قرار گرفت و از آن بابت اجرای بازیگران، فیلم‌نامه، اکشن و موسیقی تقدیر شد. جوان چند رکورد گیشه برای فیلم هندی‌زبان ثبت کرد و از رکورد های ثبت‌ شده به‌ دست پتان (۲۰۲۳) پیشی گرفت. این فیلم با فروش بیش از ۱٬۱۴۸٫۳۲ کرور روپیه (۱۴۰ میلیون دلار) به‌عنوان پرفروش‌ترین فیلم هندی سال ۲۰۲۳، دومین فیلم هندی‌زبان پرفروش و پنجمین فیلم پرفروش هند شناخته شد.